# Никита (Добронравов)
Игу́мен Ники́та (в миру Оле́г Станисла́вович Добронра́вов; род. 1 января 1962, Муром, Владимирская область) — священнослужитель Русской православной церкви, игумен, церковный историк, специалист по церковному праву; сотрудник Отдела внешних церковных связей (с 1997); настоятель Успенского прихода в Турку (2001-2022). Настоятель Сергиевского прихода в Стокгольме (2022-).
Тезоименитство — 3 (16) апреля (преподобный Никита Мидикийский)

## Биография
С 1985 по 1988 годы исполнял должность псаломщика в Благовещенском соборе города Мурома.
В 1994 году окончил Московскую духовную семинарию, а в 1998 году — Московскую духовную академию со степенью кандидата богословия, защитив диссертацию «Проблема диаспоры в православном церковном праве». В период обучения в семинарии и академии был сотрудником Церковно-археологического кабинета (1993—1997).
В 1995 году окончил факультет музеологии и охраны памятников истории и культуры Российского государственного гуманитарного университета.
В 2000 году окончил аспирантуру Московской духовной академии (37-й выпуск), защитив научную работу «Православие в Венгрии».
С 2004 по 2008 годы обучался на теологическом факультете шведоязычного университета — Академия Або в городе Турку.

### Церковное служение
С 1990 по 1992 годы — секретарь архиепископа Владимирского и Суздальского Евлогия (Смирнова) (с 8 сентября 1991 года — рясофорный послушник).
15 мая 1994 года ректором Московской духовной академии и семинарии епископом Дмитровским Филаретом (Карагодиным) в академическом храме Покрова Пресвятой Богородицы был пострижен во чтеца.
В 1997 году зачислен в штат сотрудников Отдела внешних церковных связей.
С 24 ноября 1998 года по 6 мая 2001 года исполнял должность Секретаря Синодальной Комиссии по взаимодействию со старообрядцами и единоверцами.
15 апреля 2000 года в Успенском соборе города Смоленска митрополитом Смоленским и Калининградским Кириллом (Гундяевым)) пострижен в монашество с именем Никита (в честь Никиты исповедника, игумена обители Мидикийской), а 16 апреля хиротонисан во иеродиакона.
29 апреля 2000 года был рукоположен во иеромонаха и проходил священническое служение в храме Живоначальной Троицы в Хорошёве в городе Москве).
С 2001 по 2002 годы находился в клире Финляндского благочиния Московского патриархата в качестве настоятеля прихода в честь Казанской иконы Божией Матери в городе Пори.
С 2002 по 2003 годы исполнял должность настоятеля Александро-Невского прихода в Копенгагене.
26 декабря 2003 года решением Священного Синода (журнал № 84) направлен в Финляндию настоятелем Успенского храма в Турку.
21 сентября 2006 года в Никольской церкви города Хельсинки митрополитом Смоленским и Калининградским Кириллом (Гундяевым) возведен в сан игумена.

### Комиссия по старообрядчеству и единоверию
Во время работы в ОВЦС был одним из инициаторов создания Синодальной Комиссии по старообрядчеству и единоверию, учреждённой решением Священного Синода 19 июля 1999 года и с этого времени исполнял в Комиссии должность секретаря.
Являлся одним из авторов текста «Меморандума о взаимоотношениях Русской православной церкви со старообрядчеством», подписанного 3 июня 1999 года Председателем Отдела внешних церковных связей митрополитом Смоленским и Калининградским Кириллом и рядом наставников Гребенщиковской старообрядческой общины Древлеправославной поморской церкви во главе с Иваном Миролюбовым и вызвавшего неоднозначную реакцию среди старообрядцев.
Был одним из инициаторов проведения в период с 26 по 28 ноября 2000 года празднования юбилея 200-летия канонического бытия старообрядных (единоверческих) приходов в составе Русской православной церкви

### Общецерковная деятельность
В 1990-е был одним из сторонников создания домового храма при Муромском институте Владимирского государственного университета.
С 14 по 20 июня 1998 года представлял позицию Московского Патриархата на общеправославном форуме «Environment and Poverty», прошедшем по инициативе Константинопольского патриархата в Халкинской богословской школе на острове Хейбелиада в Турции.
В 2000 году входил в состав делегации Русской православной церкви на общеправославной конференции в Афинах (Греция), посвященной 2000-летию христианства, представив доклад «Проблема православной диаспоры».
С 2007 года член редколлегии и автор ряда статей журнала «Северный Благовест» — печатного органа приходов Русской православной церкви в Финляндии, Дании, Норвегии, Швеции и Исландии.

### Семья
- Прадед — Евгений Добронравов, протоиерей, клирик Владимирской епархии; в 1924 году подвергнут репрессиям;
- Дед — Михаил Добронравов, выпускник Муромского духовного училища;
- Отец — монах Климент (Добронравов), из семьи священнослужителей РПЦ; пострижен в монашество в 2011 году;
- Мать — Любовь Сергеевна Добронравова (Малышева) (1940—2004), из семьи старообрядцев РПСЦ Нижегородской области;

## Награды
- 2000 — патриарший крест (награда Патриарха Румынского Феоктиста);
- 2002 — наперсный крест (к Пасхе);
- 2002 — Патриаршая грамота (к Рождеству Христову).